# 콜롬비아 올림픽 위원회
콜롬비아 올림픽 위원회(스페인어: Comité Olímpico Colombiano)는 콜롬비아의 국가 올림픽 위원회이다. IOC 코드는 COL이다. 본부는 보고타에 있으며 범아메리카 스포츠 기구에 소속되어 있다.
1936년에 설립되었으며 1948년에 국제 올림픽 위원회의 승인을 받았다. 올림픽, 팬아메리칸 게임, 중앙아메리카·카리브해 경기 대회, 남아메리카 게임을 비롯한 국제 스포츠 대회에 참가하는 콜롬비아의 선수들을 대표한다.

## 같이 보기
- 올림픽 콜롬비아 선수단